# 원피스의 해군 목록
다음은 만화 《원피스》에 등장하는 가상의 해군 목록이다.

## 개요
세계정부 산하 해군본부의 휘하 부대이다. 해군은 본부와 지부의 차이가 크며, 지부의 해군이 본부로 오게 된다면 3단계 계급이 하락된다. 같은 세계정부 산하인 사이퍼폴(CP0)와는 달리 세계정부의 명을 직접적으로 받지 않고 원수가 명령을 내린다.

## 직급별 구분

### 원수(총대장)
사카즈키(통칭 '아카이누(赤犬, 붉은 개)')
성우 : 타치키 후미히코(현재), 나카오 미치오(중장 시절) / 정승욱(투니버스) / 故 김일→안효민(대원방송)
現 해군 본부 원수이며 정의관은 '철저한 정의'. 첫 등장 때는 3중장 때 내려진 버스터 콜에 참여하였으며, 민간인을 공격하지 말라는 정부의 명령을 어기고 오하라 주민들이 탄 피난선을 '악의 가능성을 없애기 위해' 침몰시켰다. 에이스를 죽인 장본인이며 흰수염에게 명구를 두방이나 명중시키며 흰수염을 실질적으로 죽였다. 정의를 구현하는 방법이라는 게 악의 가능성이 조금이라도 보이면 무조건 몰살로 그의 사전에 자비와 용서따위 없다. 원래 대장이였으나 정상결전 이후 전임 원수인 센고쿠가 은퇴하자 쿠잔을 상대로 원수직을 놓고 겨뤄 원수로 진급했다. 모델은 일본의 배우 스가와라 분타.

### 대장(총독)
잇쇼(통칭 '후지토라(藤虎, 연보라색 호랑이)')
성우 : 사와키 이쿠야
성우 : 문관일 (투니버스 에피소드 오브 사보) / 이봉준(대원방송)
해군 대장이며. 정의관은 '인의있는 정의'. 정의관의 차이로 원수 아카이누와 자주 다툰다. 700화에서 아카이누가 스모커(+아오키지)의 연락을 받고 몽키 D. 루피, 트라팔가 로 그리고 칠무해를 탈퇴한 돈키호테 도플라밍고를 처리하려고 드레스로자에서 등장하고 그린비트에서 로와 도플라밍고와 대면한다. 세상이 너무 더러워 보고 싶지 않을 걸 잔뜩 봐 버려 자신의 두 눈에 자해를 하여 앞을 못보는 맹인 검사이지만, 뛰어난 견문색으로 생활에는 문제가 없다. 악마의 열매 중 하나인 쿠궁쿠궁 열매의 능력자이다. 칠무해 해체를 단행했다. 모델은 일본 배우인 가츠 신타로 현상금:30억 베리
아라마키(통칭 '료쿠규(綠牛, 초록 소)')
해군 대장이며 정의관은 '필사적인 정의'. 905화서 실루엣으로 처음 모습을 드러낸다. 후지토라랑 대화를 하며, 자신은 귀찮아서 3년째 단식중이라고 말을 한다. 자연계 중 하나인 숲숲 열매 능력자이며 움직이는 뿌리로 상대방의 영양분을 흡수하고, 꽃 프로펠러를 머리에 달아 상공을 이동할 수 있다. 와노쿠니 '우동 前 죄수 채굴장에서 백수 해적단의 킹, 퀸, 이외에 모든 백수 해적단 간부들의 자신의 악마의 열매 능력인 자연계 '숲숲 열매'로 백수 해적단 들의 몸에서 수분들을 다 빨아들였고 아카쟈야 5남을 압도하였지만 야마토의 공격을 허용하고 모모노스케의 브로브레스를 정통으로 맞지만, 금세 회복한다. 현상금: 30억 베리.
볼사리노(통칭 '키자루(黃猿, 노란 원숭이)')
성우 : 故 이시즈카 운쇼 / 민응식(투니버스), 김현욱, 설영범(대원방송)
해군 대장이며 정의관은 '애매하게 가는 정의'. 1부 사본디 제도에서 초신성들과 밀짚모자 해적단을 전멸시킨다. 자연계 번쩍번쩍 열매를 먹은 빛 인간이며, 빛의 속도로 이동하고, 빛을 응축시켜 레이저처럼 사용한다. 성격은 느긋하다 못해 늘어지는 성격이지만, 행동은 대장답게 매우 잔혹하다. 샤본디 제도에서 초신성들을 압도하고 해적왕의 부선장인 실버즈 레일리와 호각으로 겨루었고, 정상결전에서는 마르코를 제압하고, 흰수염에게 치명상을 입힌다. 최근 에그헤드 편에서는 사황 루피와 호각으로 겨루지만, '스타 건'에 머리를 맞고 군함으로 이송된다.  모델은 일본 배우인 타나카 쿠니에. 현상금: 30억 베리.

### 중장
츠루(통칭 '대참모')
성우 : 마츠시마 미노리 / 임윤선(투니버스), 임은정(대원방송)
해군본부 중장이자 해군의 참모장. 가프, 센고쿠와 동기급으로 해군의 최고참이며 워시워시 열매를 먹은 세탁인간. 적을 빨래 빨듯이 다뤄서 널어버리면 상대의 사악한 마음마저도 함께 표백된다고 한다. 드레스로자 이후 도플라밍고를 임펠다운까지 직접 호송한다.
모몬가
성우 : 소노베 케이이치 → 마스타니 야스노리 → 오오타 신이치로
성우 : 이현
해군본부의 중장, 검사이다. 해군본부 G-1 지부의 기지장이며, 에니에스 로비 버스터 콜에 참여했다. 정상결전에서는 루피를 제압하였고, 정상결전 중 흰수염 해적단의 대대장 유랑기사 도마와 호각으로 겨루었다. 2년후 신세계에 입성한 밀짚모자 해적단과 충돌 중 조로와 겨루었다.
오니구모
성우 : 소노베 케이이치 → 후지모토 타카히로
성우 : 신용우(투니버스), 이호산(에피소드 오브 메리), 이동훈(대원방송)
거미처럼 팔을 8개 달고 있고, 각각 자유롭게 움직일수 있다. 에니에스 로비 버스터 콜 때 등장한 해군본부 중장으로 자신의 명령에 토를 다는 수하에게 바로 총을 발포해버리거나 루피를 잡기위해 아군이 타고있는 군함을 포로 쏴버리는 등의 행동을 서슴없이 해버리는 냉혈한 캐릭터. 용무늬가 있는 투구를 쓰고 있다. 정상전쟁에서는 에이스의 호송을 맡거나 마르코에게 해루석 수갑을 채우는 등의 활약을 했다.
도베르만
성우 : 타케모토 에이지
성우 : 안장혁(투니버스 TV판), 시영준(에피소드 오브 메리), 이재범(대원)
에니에스 로비 버스터 콜 때 등장한 해군본부 중장. 얼굴에 십자표시 흉터가 많이 나있고 애꾸다. 정상결전에서 흰주염 해적단의 대대장 뇌조 맥가이와 겨루었다. 원피스:필름 제트 편에서는 해군대장 키자루와 함께 제파를 잡으러 출격한다.
야마카지
성우 : 오오바 마히토
에니에스 로비 버스터 콜 때 등장한 해군본부 중장. 무기는 일본도로 시가를 물고 있다. 1088화에서 드러난 이후 행적에서 검은 수염이 해군 800명을 인질로 잡아가려 함에도 여전히 본부의 명령이 없었다는 이유로 구경만 하고 있는 무능함을 보여주었고, 보다 못한 코비가 대신 나서자 나서지 말라는 듯 제지한다. 그러나 부하에게서 코비가 SWORD 소속이라는 귀띔을 듣자 코비를 더 이상 말리지 않고 코비가 자신을 대신 잡아가라는 걸 지켜본다. 그렇게 거래가 끝난 후 장병들을 모두 통솔하여 후퇴한다.
스트로베리
성우 : 타케모토 에이지
에니에스 로비 버스터 콜 때 등장한 해군본부 중장. 수염은 삼국지의 관우처럼 매우 길게 기르고 모자는 요리사 모자처럼 매우 긴 것을 쓴다. 긴 모자를 쓴 이유는 스트로베리의 두개골 자체가 길기 때문이다. 16년 전 소장이였을 때 '대장' 키자루와 함께 태양해적단을 생포하려고 할 당시 징베와 충돌이 있었고, 징베에게 칠무해 권유를 한다. 97권 sbs에서 오로치 오니와반슈의 대장인 '후쿠로쿠쥬'보다 스트로베리 머리 길이가 더 길다는 것이 밝혀졌다.
코밀
표지연재에 수록된 '에이스의 검은 수염 대수사전'에서 나오는 해군 제 G-2지부 중장(지부 중장이지만 그랜드 라인의 해군지부는 본부가 직접 관할하므로 해군 본부상의 계급 또한 중장). 작전회의 때 마시는 커피가 너무 써서 불만이였지만 본인의 신조인 융통성있는 정의답게 우유팔이 소녀 모다의 권유로 밀크커피를 채택하였다. 마린포드 전쟁에서 두쌍의 검을 허리에 찬 모습으로 독자들 알게 모르게 등장했었다.
조나단
성우 : 다나카 노부오
성우 : 고재균 (KBS), 이재범(대원)
애니메이션 오리지널 캐릭터로 해군 제 G-8지부 나바론 요새를 총괄하는 중장. 뛰어난 전장 지휘 능력으로 해군원수 아카이누의 눈에 들었다고 한다. 지략을 사용하는 캐릭터인지 애니메이션 상에서도 별다른 활약이 없었다.
달마시안
성우 : 이재범
육식의 고수로, 정상결전 당시 처형대로 돌진하는 루피를 저지했었다. 육식 지건을 사용하며 키자루의 명령으로 루피를 쫒았지만, 흰수염 해적단의 대장 도베르만 형제에게 막했다.  동물계 악마의 열매인 "개개 열매 모델 달마시안"을 먹은 걸로 추측된다.
케이노 하이즈
크로커다일이 루피에게 패배하여 칠무해 직위를 박탈당한 이후 칠무해 긴급 소집 회의에 등장하여 도플라밍고의 능력에 조종당하는 수모를 겪었었다. 정상결전에 참전했다.
스모커(통칭 '하얀 사냥꾼')(한국판-KBS는 포기 대령,투니버스,대원방송은 스모커)
성우 : 마츠오 긴조 → 오오바 마히토
성우 : 성완경(KBS, 투니버스), 장광→이상범(대원방송)
현재 해군본부의 중장이자 신세계 지부 G-5에서 활동중이다.(과거 로그 타운 당시 해군본부 대령 - 알라바스타 건으로 준장으로 승격 - 그 후 2년동안 중장으로 진급, 해군 G-5의 배신자 베르고와의 결투에서 패기사용.) 뭉게뭉게 열매를 먹은 자연계의 연기인간이다.  과거 해군대장이였던 쿠잔과는 매우 친분이 깊으며 스모커가 돈키호테 도플라밍고와 맞붙었을 때 쿠잔에 의해 구조되기도 했다. 감옥감옥 열매 능력자인 '검은 감옥' 히나랑은 해군 입대 동기다.
메이너드(통칭 '추격자')
원피스 705화(만화책)에서부터 등장하는 해군본부의 신참 중장. 굉장히 터프해보이는 인상으로, '캡맨'이란 가명으로 잠입해 콜로세움의 호걸들에 대한 정보를 외부의 해군들에게 전달하고 있었으나, 바르톨로메오 클럽의 '선교사' 감비아에게 들키고 만다. 그러나 감비아를 쓰레기통에 처박는다. 하지만 바르톨로메오에게 리타이어당한다. 이후 드레스로자에서 대전투가 벌어지자 콜로세움에서 빠져나와 바스티유에게 모든 사실을 알린다.
몽키 D. 가프
성우 : 온영삼
루피의 할아버지이며 혁명군대장 몽키 D. 드래곤에 아버지이며 엄청난 괴력에 소유자다. 무장색과 견문색을 가지고 있다.
해군 내의 영웅으로 불리고, 악마의 열매 없이 오로지 무장색과 견문색으로만 세계 최강이 되었다. 38년 전 갓밸리 사건 때 세계최강 록스 해적단을 해적왕 골.D.로저와 함께 제압했고, 마린포드로 쳐들어온 금사자 시키를 센고쿠와 함께 저지하였다. 로저의 아들 에이스를 길러주었고, 드래곤의 아들 루피를 키운다. 정상결전 때 에이스를 죽인 아카이누를 살해 시도하기도 하였다. 코비를 납치한 검은수염 해적단의 본진 하치노스로 쳐들어갔을때 '갤럭시 임팩트'로 하치노스 섬을 초토화시켰지만, 검은수염 해적단 10번대 대장 '쿠잔'을 압도했으나 검은수염 해적단 2번대 대장 시류의 기습으로 중상을 입은 후, 쿠잔을 비롯한 검은수염 해적단에 의해 리타이어당한다. 
바스티유(통칭 '상어 베기')
성우 : 박요한
황소의 뿔이 달린 철가면을 쓴 해군본부 중장. 다른 중장들에 비해 덩치가 굉장히 크다(3~4미터로 추정). 정상결전 때 첫 등장했으며, 2년후 현재 드레스로자에서 재등장. 투우 콜로세움에 참가한 해적들을 체포하기 위해 콜로세움 바깥에서 대기하고 있다가 사보와 싸우다가 용의발톱의 의해 두개골이 박살났다. 만화에서는 나오지 않았지만, 애니매이션에서는 칼을 휘두를 때마다 건물이 잘리는 장면이 추가되었다.
[거인족 중장]
존 자이언트
성우 : 사토 마사하루 → 타케모토 에이지
성우 : 안효민
통칭 거병. 거인족 중장 검사이다. 정상결전 초반 다수의 흰 수염 병사들을 쓰러뜨리지만, 지진펀치를 받고 쓰러진다. 또한 흰수염 해적단 대대장 난폭기사 도마와 겨루었다. 해군 장교 중에서는 드물게 정의 코트를 어깨에 걸친 게 아니라 입고 있다.
론즈
투구 같은 것을 가면처럼 쓰고있고 무기는 철퇴 형태의 몽둥이를 사용하는 거인족 중장. 오즈 Jr.가 칠무해의 공격에 쓰러지게되어 분노한 흰 수염에게 기습을 가했었다가 오히려 역습으로 흰 수염의 지진 펀치를 얼굴을 맞아 쓰러졌다. 원피스 필름 제트에서는 '대장' 키자루와 함께 제파를 잡으러 가지만, 제파에게 리타이어당한다.
라크루아
거인족 중장 중의 한 명이다. Jr.리틀오즈와 합을 주고받다가 쓰러진다.
르네
보라색의 머리칼이 특징이다.
시마
아랫니 두개가 코까지 솟아올랐다.
호리모
해군모를 뒤로 돌려썼고 머리카락과 턱수염이 붙어있다.
루이메
라크루아를 쓰러뜨린 오즈 Jr.에게 분노하여 달려들었다.
타시마
코가 둥글둥글한 모양에 빨갛고 동물처럼 귀가 솟아있다.
라미토
뽀글머리에 조그마한 고글을 착용했다.
프로디
성우 : 김민주(애니원)
애니메이션 오리지널 캐릭터. 782화에서는 패기가 실린 탄환을 사용해 샤크 서브머지 3호에 타고 있던 브룩을 향해 공격을 했다. 그 후, 루피를 향해 탄환을 마구 발포해 보지만, 루피의 고무고무 이글 바주카를 맞고 날려져버리는 동시에 갑자기 나타난 보남이 손으로 붙잡아준다.
토키카게(챠톤)
애니메이션 오리지널 캐릭터. 대장 후보 중 한명이며, 작가가 1부부터 구상했다. 원피스 필름 골드에서 하늘에서 떨어지는 루피를 알아볼 만큼 견문색에 특화되어있다.
모모우사기(기온)
성우 : 원에스더
애니메이션 오리지널 캐릭터. 대장 후보중 한명이며, 작가가 급하게 구상하였다. 해군 '대참모' 츠루와 의자매 간이다. 원피스 필름 골드에서 도박장에 나타난다.
돌
해군 본부 G-14 기지장. 에그헤드 관련 에피소드에 새로 등장한 여성 중장이며, 대령 타시기에게 헤르메포 중령 건으로 담화를 나눈다. 에그헤드 대사건에 참전한 9명의 중장중 하나다.
블루그래스
해군 본부 중장. 어떤 것이 든지 자유자재로 올라타서 조종할 수 있는 탑승탑승 열매 능력자이자 드라이브 인간. 이 열매 능력을 사용해 파시피스타 마크 III를 타고 등장한다.
폼스키
해군  본부 중장. 에그 헤드 사건에서 첫 등장한 인물. 해달로 변신할 수 있는 악마의 열매 능력자이다.
길로틴
해군 본부 중장. 에그 헤드 사건에서 첫 등장한 인물.

### 준장~소장
故 프린프린
해군 제77지부 준장. 아론에 의해 위험에 처해진 고사마을을 구해주려다가 아론의 간부 츄에게 공격당하고, 쿠로즈미와 하찌가 갖다놓은 암초에 배가 침몰하여 사망한다.
키빈
애니메이션 오리지널 캐릭터 정상결전때 루피를 막으려다 역공을 맞고 쓰러진다.
야리스기
G-5에서 활동하는 중장. 표지연재에서 코리브를 제압한 전력이 있다 놓쳤다.
히나(통칭 '검은 감옥')
브랑 뉴
성우 : 난바 케이이치
성우 : 윤세웅 / 황창영
해군본부 준장. 소령에서 2년후 현재 준장으로 승진한 상태이다. 자세한 건 안나왔지만, 전투쪽 보다는 범죄자의 현상금을 지정하는 역할같은 정보쪽 업무를 수행하는듯 하다. 브랑 뉴에 의해 최초 루피의 3000만 현상금이 밝혀졌고, 사황 검은수염, 샹크스, 흰수염등 다수의 강자들의 현상금도 공개되었다.
프린스 그루스
해군 기밀 특수부대 SWORD의 대원이며, 긴 챙이 달린 해군 모자와 더벅머리가 특징이다. 계급은 소장. 일명 왕자로 불린다. 자신의 신체에서 점토를 자유자재로 만들어 낼 수 있는 질척질척 열매 능력자이다. 하치노스 섬을 공격해서 코비를 구출하자는 헤르메포를 말리지만, 하치노스에 중장 가프와 함께 출전한다. 배에 떨어지는 피사로의 암벽 팔 조각을 막아낸다.
쿠자쿠
해군 기밀 특수부대 SWORD의 대원이며, 계급은 소장. 전설의 해병 중 한 명이자 현재 '대참모'라고 불리는 츠루의 손녀이다. 해병답지 않은 캐주얼한 차림과 센고쿠의 군모마냥 갈매기가 달린 모자가 특징. 채찍을 자유자재로 다룰 수 있는 채찍채찍 열매 능력자이다.

### 소령~대령
T본(통칭 '선박 절단기')
성우 : 니시무라 토모미치
성우 : 장승길 /이재범
해군본부 대령. 반듯한 정의를 지향하는 매우 인도적인 캐릭터. 부하가 조금이라도 다치면 자신의 옷을 찢어서 감싸줄 정도로 희생정신이 강하다. 함선들을 스테이크 썰듯이 잘라버리는 실력을 가졌지만 조로에게는 미치지 못했다. 성격 탓인지 참격도 직각으로 날린다. 하지만 용케도 살아돌아와 마린포드에 참전한다. SBS에서는 소장, 1082화에서 중장으로 승진했음이 밝혀졌으나 크로스 길드에 의해 해군에게 현상금이 걸린 여파로 충격적이게도 시민에게 살해 당하여 순직하였다고 드러났다.
베리굿
성우 : 야마모토 케이치로
성우 : 한신
해군의 대령, 송알송알 열매를 먹어 몸이 과일처럼 둥글게 흩어질 수 있다. 에니에스 로비 버스터 콜에 참가하였으나 별 활약도 못해보고 프랑키에게 패배. 표지연재 내용에선 CP9 체포작전에 참여했으나 오히려 크게 당하고 군함까지 빼앗겨버렸다.
슈
성우 : 나카오 류헤이
성우 : 강호철
해군본부 대령, 녹녹열매를 먹어 자신의 손 닿은 모든 물체를 녹슬게 할 수 있다. 롤로노아 조로의 검 유바시리를 녹슬게 만든 장본인. 조로를 겁박하던 도중 우솝의 기습으로 인해 패배.
샤링글
해군본부 대령, 바퀴바퀴 열매를 먹어 몸이 자동차 바퀴처럼 변할 수 있다. CP9 버스터콜에 참가했다.
네즈미
해군 제16지부 준장, 루피를 현상수배자로 만들었다(3000만베리). 돈을 아주 좋아한다. 아론과 뒷거래를 몰래 했으며 나미가 모아놓은 1억베리를 가지려고 했던 장본인이다. 쥐같이 생겼다.
셰퍼드
성우 : 난바 케이이치
성우 : 윤세웅
애니메이션 오리지널 캐릭터로 해군본부 중령이자 감찰관. 해군 제G-8지부 나바론 중장인 조나단 중장과 사이가 좋지 않다.
글러브
성우 : 이마무라 나오키
애니메이션 오리지널 캐릭터로 해군본부 중령. 애니메이션 오리지널 캐릭터로 양 손에 글러브를 끼고 있다.
드레이크
성우 : 임채헌
애니메이션 오리지널 캐릭터로 해군본부 소령. 조나단 중장이 이끄는 해군 제G-8지부 나바론에 속한다. 외모는 원숭이처럼 얼굴 주변에 많은 털과 턱수염이 있으며, 파란색 양복을 입고 있다.  초신성 X 드레이크와는 전혀 다른 인물이다.
고릴라
성우 : 이나다 테츠
해군본부 대령. 고릴라와 매우 닮은 외모를 가졌다. Dr. 베가펑크의 고향인 벌지모아를 관리하고 있다. 생긴게 딱 고릴라.
넬슨 로얄
애니메이션 오리지널 캐릭터로 해군본부 대령. 해군 44지부에 속한다. '제독넬슨'으로 불렸다. 소곤소곤 열매를 먹은 유리카로 하여금 천년용을 잡아 그 용의 뼈로 불로불사의 약을 제조해내겠다는 욕망을 품고있었으나 밀짚모자 해적단에게 패한 뒤 되려 자신이 고용했었던 용병 에릭의 손에 죽게된다.
타시기(한국판-타라 소위)
성우 : 노다 쥰코
성우 : 정옥주 / 조경이
해군본부 대령, 현재 G-5의 부기지장. 스모커의 부하이다. 일도류 검사로 시구레라는 검을 사용. 전 세계의 명검을 손에 넣는 것이 꿈이다. 조로와 악연(?)이 있다. 조로의 사망한 친구 쿠이나와 매우 닮았다. 펑크 하자드에서 로에게 심장을 뺏기고, 모네와 겨루었지만 어깨를 물어뜯긴다. 하지만 조로에 의해 모네에게 승리한다.
보가드
해군 본부 중령. 대단한 검술을 지닌 가프의 수하이자 그림자 같은 인물. 원피스 극장판 티저 영상인 에피소드 제로에선 당시의 원수 콩의 대장 진급 제의를 거절하고 로저를 체포하러 가는 가프를 따라나서는 모습을 보여 알게 모르게 베테랑의 위엄을 과시하였으나 딱히 별다른 활약은 없다. 최근 갓밸리 사건에 참여했다는 회상이 나왔다.
라파
해군 지부 쉘즈타운 소속의 중령으로 코비와 헤르메포를 해군에 입대시켜준 장본인. 모건 대령이 탈주한 이후 그의 후임으로 쉘즈타운을 총괄하고 있다.
코비
코우리로
해군본부에서 드레스로자로 파견한 해군.
아직 직급은 나오지 않았지만 전투신을 보있을 때 꽤 높은 직급으로 추정되며 능력자이다.
그런트(통칭 '올 헌트 그런트')
애니메이션 오리지널 캐릭터로 16살에 해군 대령까지 오른 인물이다. 몽키 D. 루피와 대결에서 마지막에 루피의 고무고무 토르 엘리펀트 건에 패배한다.

## 부대별 구분
故 라인스
성우 : 사토우치 시노부
해군의 일등병. 풀보디가 대위였을때, 클리크해적단의 전투원 깅이 탈출하는걸 알리면서 죽는다.

### 스모커 부대
스모커(통칭 '하얀 사냥꾼') (한국판-KBS는 포기 대령, 투니버스, 대원방송은 스모커)
성우 : 마츠오 긴조 → 오오바 마히토
성우 : 성완경(KBS, 투니버스), 장광→이상범(대원), 정미숙(어린 시절)
해군본부 중장, 자연계 뭉게뭉게 열매를 먹은 연기인간이다. 항상 물고 다니는 2개의 시가 담배가 그의 트레이드마크. 원래는 이스트블루의 그랜드라인 입구의 섬인 로그타운(로저가 태어나서, 처형 당한)에서 대령직을 하고 있었지만 밀짚모자 해적단을 쫓아와 위대한 항로에 들어왔다. 알라바스타에서 몽키 D. 루피가 크로커다일을 쓰러트리자 스모커의 공로로 돌려 타시기와 함께 한 계급씩 올라갔다. 썩어빠진 상층부와는 대조되는 인물, G-5의 사령관. 로에게 당한다. 중장이라는 계급에 걸맞은 강함은 없는 인물로 정상결전에서 많은 수의 장교들이 전사하는 바람에 해군 본부에서 어쩔 수 없이 스모커 정도밖에 안되는 인물을 중장으로 진급시켜야만 했고 이에 따라 대령밖에 안되는 능력으로 중장에 진급했다. 과거 해군대장이였던 쿠잔과는 매우 친분이 깊으며 스모커가 돈키호테 도플라밍고와 맞붙었을 때 실력이 모자라서 돈키호테 도플라밍고에게 살해당할 위기에 몰렸을 때 쿠잔에 의해 구조되기도 했다. 해군 대령인 '검은 감옥' 히나랑은 해군 입대 동기다.
타시기(한국판-타라 소위)
성우 : 노다 쥰코
성우 : 정옥주(KBS), 조경이(대원), 김영은(투니버스)
해군본부 대령, 나이 23살, 일도류로 쓰는 검은 시구레이다. 위대한 항로에 들어와서는 Mr.11로부터 카슈라는 검을 손에 넣었다.
마시카쿠
해군본부 중사, 스모커의 휘하.

### 가프 부대
몽키 D. 가프(통칭 '영웅', '주먹의 가프')
성우 : 나카 히로시
성우 : 온영삼(KBS, 투니버스) / 이재범, 이상범(대원방송)
코비와 헤르메포를 해군으로 받아준 장교. 자신의 아들인 몽키 D. 드래곤이 혁명군 대표로서 범죄자이기 때문인지 손자인 몽키 D. 루피를 해군 장교로 키우려 했으나 결국엔 꿈을 이루지 못했다. 前 원수인 센고쿠나 해적왕 로저와는 친분이 깊다. 중장이지만 그 강함은 대장을 넘어선다.
보가드
성우 : 쿠로다 타카야 → 타케모토 에이지
성우 :안영아 → 윤세웅
가프 중장과 같이 있는 칼잡이 장교. 계급이 불확실하다. 코비가 쏜 총을 조각내버린다.
코비
헤르메포
성우 : 나가노 코우이치
성우 : 한호웅(KBS), 김국진(투니버스), 심규혁(대원방송)
해군본부 중사였으나 2년 후 소령으로 진급함, 도끼손 모건의 아들이었지만 코비와 함께 해군에 입대한다. 한 쌍의 쿠크리도(네팔의 구르카 족이 사용하는 폭이 넓은 단도)를 쓰며 외모가 많이 변한 인물 중 하나. 가프가 가르친다.

### 히나부대
히나
풀 보디(통칭 '양철권')
히나의 부관이다.
쟝고
히나의 부관으로 본디 해적이었으나 풀 보디가 도와줘서 처형을 모면했다. 이후 히나의 미모에 반해서 히나의 부하가 되려고 해군에 입대했다.

### 모몬가 부대
모몬가
성우 : 오타 신이치로
성우 : 이현
해군의 중장이며 포트거스 D. 에이스의 공개처형으로 칠무해 강제소집이 있었을 때, 칠무해 중 한 명인 보아 행콕을 데리러 갔다. 중간머리만 길러 묶은 모습이며 줄무늬 양복을 입고 옆에 칼을 차고 있다. 검술을 사용하며 육식을 쓸 줄 안다.
스토커
성우 : 타카즈카 마사야
해군의 중위. 칠무해 보아 행콕을 마린포드로 이송하던 도중 그녀의 개인실을 훔쳐보다가 본보기로 석화되었다.

### 거인 부대
존 자이언트
성우 : 사토 마사하루 → 타케모토 에이지
성우 : 안효민
통칭 거병. 거인족 중장. 거대한 검을 들고 있다. 마린포드 전투에서 흰 수염에게 직접적인 지진 공격을 받고 쓰러졌다. 살아나긴 했으나 흰 수염 에드워드 뉴게이트의 공격을 받고 생명이 위독한 지경까지 갔다. 정상전쟁에서 도마와 겨루었다. 해군 장교 중에서는 드물게 정의 코트를 어깨에 걸친 게 아니라 입고 있다. 거의 대부분의 해군 장교들은 정의 코트를 어깨에 걸치고 다닌다.
론즈
투구 같은 것을 가면처럼 쓰고 있는 거인족 중장.
라쿠로우
거인족 중장 중의 한 명이지만
르네
거인족 중장 중의 한명이다.
시마
거인족 중장 중의 한명이다.
호리모
거인족 중장 중의 한명이다.
루이메
거인족 중장 중의 한명이다. 거인족중 유일하게 여자이다.
타시마
거인족 중장 중의 한명이다. 코가 빨갔다.
라미토
거인족 중장 중의 한명이다. 조그마한 고글을 끼고있다.

### 과학 부대
센토마루
성우 : 이쿠라 카즈에
성우 : 김혜성 / 곽규미(애니원)
자칭 세계 최고로 입 무거운 사나이라 자부하지만 뭐든지 얘기하며 거대도끼를 메고 있다. 키자루의 부하이자, 해군본부 과학부대 대장이자 해군 과학반 Dr.베가펑크의 보디가드이다. 루피 일행이 샤본디 제도에 다시 모였을 때에는 정식 해군이 되어 있었다. 스모기술을 사용하며 무장색의 패기도 자유자재로 사용한다. 대도끼라는 별명을 가지고 있다. 에그헤드 대사건에서 베가펑크를 죽이려는 '대장' 키자루와 겨루지만, 속절없이 당한다.
파시피스타(PX-No.)
바솔로뮤 쿠마의 육체를 모토로 한 로봇. 키자루의 능력을 이식받았다. 만들려면 군함 100척의 비용이 소요된다. Dr.베가펑크의 작품. 최근 에그헤드 편에서 파시피스타의 최고 위권자가 보니임이 밝혀졌다.
파시피스타 마크 3
파시피스타의 상위관계

### 해군 지부
네즈미
성우 : 니시와키 타모츠
성우 : 석원희 / 방성준(에피소드 오브 이스트블루)
해군 제16지부 대령, 쥐처럼 생겼고, '찍찍찍'이란 말투를 가졌다. 노지코를 쏜 장본인으로 아론과의 뒷거래를 하고 다니며, 아론의 부탁으로 나미의 1억베리를 앗아갔다. 아론 패배 이후 밀짚모자 해적단에게 폭행당한다.
故 프린프린
성우 : 이나다 테츠
성우 : 서문석
해군 제77지부 준장, 아론 일당에게 점령된 코코야시마을 옆에 고사마을을 구하려 하다가 아론 일당 간부들에게 전멸당한다.
리파
성우 : 코우노 요시유키
해군 제127지부 쉘즈타운 중령, 코비를 해군에 입대시켜준다. 모건이 체포되자 쉘즈타운의 관리자가 된다.
故 로카쿠
해군 제127지부 쉘즈타운 중위, 마을주민 리카를 처리하는걸 반대하다 모건의 도끼손에 죽음.
웃카리
해군 제127지부 쉘즈타운 삼등병.
야리스기
신세계 해군지부 G-5의 준장.

## 과거의 해군

### 단행본 관련
센고쿠(통칭 '지장', '부처님 센고쿠')
성우 : 이시모리 탓코
성우 : 윤세웅(KBS), 강구한(투니버스 TV판, 대원 14기부터), 소정환(극장판, 3D2Y, 에피소드 오브 사보)
前 원수. 먹은 악마의 열매는 동물계 환수종 사람사람 열매 모델 '대불'로 거대화되어 공격하고 여래신장을 사용하며 충격파를 날리기도 한다. 강하게 묘사된 적은 없으나 부처모습으로 변한 뒤 충격파로 검은 수염 해적단을 단번에 제압하는 걸로 봐서 괜히 원수를 지냈던 것은 아닌 듯하다. 과거 영웅 가프와 함께 故 골 D. 로저에 맞먹는 대해적 '금사자' 시키를 잡은 장본인. 무슨 이유인지는 몰라도 항상 아기 염소를 데리고 다닌다. 정상결전 이후 가프와 함께 은퇴하였다. 그의 뒤는 아카이누가 맡게 된다. 2년후 현재는 해군본부 감찰관이 되었다. 몇 안되는 패왕색 패기 소유자인게 확인됨. 은퇴한 이후에는 촐싹거리는 성격으로 바뀌었으며 심지어는 트라팔가 로의 면전에다 대놓고 "이야~ 내가 해군이 아닌 게 얼마나 다행인지 알고 있냐? 너를 체포하지 않아도 되고 말이다."라고 말할 정도로 진지함이 결여된 모습을 보여주고 있다.
콩
성우 : 故 이시즈카 운쇼
성우 : 이인석
25년 前의 원수이자 현재 세계정부 전군 총사. 가프에게 대장 진급을 몇번이나 타진하나 거절당했으며 가프의 퇴임을 허용하면서도 가프의 직급을 남겨두어 해군의 사기를 유지하려고 하는 인물.
몽키 D. 가프
쿠잔(통칭 '아오키지(靑雉, 푸른 꿩)')
故 벨메일
성우 : 히다카 노리코
성우 : 김지혜(KBS, 투니버스), 김나율(대원방송)
나미와 노지코의 양어머니, 전투 때 갓난아기였던 나미를 안고 있는 노지코와 만나 돌아가서 해군을 그만두고 나미와 노지코와 살면서 귤 농사를 짓는다 아론에게 죽임을 당한다. 이름의 유래는 시어머니를 뜻하는 프랑스어 "베르메르".
故 하그왈 D. 사우로(前 중장)
성우 : 쿠사오 타케시
성우 : 이원준(극장판에서만) / 시영준
해군의 거인부대 중장이었으나 20년 전 오하라에 대한 버스터 콜 참여를 거절하고 니코 로빈의 엄마 니코 올비아를 탈옥시키는 바람에 직위를 박탈당한다. 로빈이 도망치는 걸 도와주려다 20년 전 중장인 쿠잔에게 얼려져 사망.
모건(통칭 '도끼손')(전대령)
성우 : 긴가 반죠우
성우 : 한상덕(KBS, 투니버스) / 고구인, 신경선(대원방송)
해군지부(쉘즈타운) 대령, 손에 도끼를 달고 있다. 조로에게 패하고, 도가 지나친 폭정으로 체포되지만, 탈주한다. 중사 시절에 쟝고의 최면술에 걸려 (가짜)크로를 체포하였고, 그 일로 승진하여 대위까지 올랐다.
故 베르고
성우 : 스와베 쥰이치
성우 : 임채헌
前 해군본부 중장이지만 복장은 조금 다르다. 마치 누비천으로 만든것과 같은 코트를 입고 있다. 표면적인 신분은 해군본부 중장이지만 실제로는 돈키호테 도플라밍고의 부하로서 도플라밍고가 해군본부에 심어놓은 스파이이다. 해군의 말단부터 시작해 수년간 착실하게 도플라밍고를 위해 일한 심복이였으나, 펑크 하자드에서 트라팔가 로에게 패배한 뒤 모네의 SAD의 폭발과 함께 사망했다.
故 돈키호테 로시난테(통칭 '코라손(Corazon)')
故 디에스 배럴즈
前 해군. 해적이 됨과 동시에 지위를 박탈당했다. 돈키호테 도플라밍고가 쏜 총에 의해 사살된다. 디에스 드레이크의 아버지.

### 극장판 관련
원피스 12기 극장판에 등장하는 신생 세력으로서 그 세력은 해군들과도 동등하다고 한다. 前 해군 대장인 제트(본명은 제파)가 새롭게 설립한 세력으로서 해군만큼 강한 인재는 그다지 많지 않지만 몇몇 간부들의 힘으로 지탱되고 있다. 처음에는 신세계의 해적들을 박멸하기만 하다가 나중에는 해군의 비밀병기 중 하나이자 3대 고대병기와도 필적하다는 '다이나 스톤'을 이용해서 신세계의 3개의 '엔드 포인트'를 파괴해서 세계의 모든 해적들을 박멸하려고 한다.
故 제파(통칭 '흑완(검은 팔, 黑腕)의 제파', '제트(Z)')
성우 : 오오츠카 호우츄 / 김준(필름 Z, 대원방송 Original 16기)
성우(어린 시절): 스즈키 마사미 / 김채하
원피스 역대 극장판 중 최고라는 '원피스 12기 극장판-film Z'의 최강이자 최대의 적으로 나이는 74세. 해군에선 통칭 '선생'으로 통하지만 나이가 들어 몸이 약한지 호흡 마스크를 품속에 지키고 있다. 비록 나이가 들었지만 굉장히 막강하고 강대한 전투능력을 지녔으며 그 힘은 밀짚모자 해적단의 루피, 조로, 상디 3명과 겨루어도 오히려 그 3명을 압도적으로 제압할 정도.
우락부락한 외모와 달리 상당히 정중한 모습으로 자신을 구해준 토니토니 쵸파가 해적이란 것을 몰랐을 때 정중하게 감사를 표하기도 한다. 그러나 해적에 대한 강렬한 적개심을 나타내며 신세계의 모든 해적을 소탕하는 것을 목적으로 삼고 있고 이를 위해서는 일반인이 휘말리는 것도 신경 쓰지 않는 극단적인 사상을 갖고 있다. 현재의 해군은 물러터져서 정의를 실현할 수 없다고 보고 있으며 'NEO 해군'이라는 조직을 만들어 독자적으로 활동하고 있다.
원래 이름은 '제파'로 가프, 센고쿠, 오츠루의 해군 최고 선배 3인방과 같은 세대에 활동한 인물로 '흑완'의 제파라고 불렸는데 '흑완'이란 무장색의 패기로 자신의 팔을 강화한 모습을 말하는 것으로 베르고나 루피도 패기로 자신의 몸을 강화하는 모습이 검게 변한 것을 보면 이 정도의 무장색 패기를 사용하는 것은 매우 어려운 모양이다.
몽키 D. 가프에 따르면 해군 본부 소속의 전 해군 대장으로 모든 해군의 스승이라 불릴 정도로 과거 영향력이 막강했으며, 실제로도 어린 해군들을 키워 낸 '스승'으로 아카이누, 아오키지, 키자루는 물론이고 현재 중장급 이상 해군들이 전부 제자에 해당한다. 가프가 말하기를 지금도 이름을 날리고 있는 해군들은 전부 제파 그의 작품이라고 한다.
어렸을 적에는 골목대장이었으며 팔에 통나무를 지금의 배틀 스매실처럼 매달아놓고 영웅 제트를 꿈꿔왔다. 작중에서 제파가 아닌 제트라고 이름을 대는 이유.
14살 때 해군에 들어와 18살 때부터 실전에 참여해 수많은 업적을 이어나갔으며, 28세에는 하사관으로 승진하면서 육식을 마스터 했다. 34살 때에는 패기를 습득해 군 내에서 평판이 올라갔으며, 38살에는 해군본부 대장으로 진급하고 결혼했다가 39살에 자식을 보게 되었다.
그러나 42살에 그에게 원한을 품은 해적 때문에 아내와 자식이 살해당해 가정이 파탄이 나면서 해군을 그만두려고 했다가 상관의 만류로 해군에 남아서 제자를 양성하는데 집중했으며, 제자 중에 키자루와 아카이누가 1기 생으로 있고 44살 때 가르친 3기 생으로 아오키지가 있다. 65살에 어떤 해적에게 부하들과 한쪽 팔을 잃게 되는데, 그 중에 '아인'과 '빈즈'만 살아남았다.
70세에 군의 과학자의 도움으로 해루석이 달린 기계 팔인 배틀 스매실을 장착했으며, 그 해적을 찾아서 유격대를 이끌고 추적했지만 찾지 못했던 모양이고 제트의 나이 73세 때 그 해적이 정상전쟁으로부터 1년 후로 칠무해가 되자 이에 분개해 마지막으로 해군에 있을 이유가 사라졌다면서 해군을 나온 뒤 이 때부터 해적들을 증오하기 시작했다.
이후 NEO 해군이라는 새로운 조직을 만들어 신세계 해적 박멸을 목표로 활동하고 있었으며, 그리고 자신의 이름을 제파에서 제트로 바꾼다.
신세계의 모든 해적들을 말살시키기 위해 고대 병기와 필적하다는 '다이나 스톤'을 이용해서 신세계의 중심부인 '엔드 포인트'를 부숴버릴 생각을 한다. '엔드 포인트' 중 2개를 부수고, 나머지 1개마저 부숴버리려 했지만 밀짚모자 해적단과의 전투 그리고 루피와의 전투에서 진정한 자신을 발견하고 마지막 '엔드 포인트'를 부수지 않는다. 그리고 자신들의 뒤를 따라온 해군들로부터 밀짚모자 해적단과 자신의 부하들을 지키면서 장렬하게 전사하고 만다.(이 때, 해군본부의 모든 장성들이 눈물을 흘렸다고 한다.)
아인
성우 : 시노하라 료코 / 여민정(필름 Z), 이다은(대원방송)
원피스 12기에 등장하는 인물이지만 본편에 나오기도 했다. NEO 해군의 간부이자 홍일점. 제트를 선생으로 존경하며 같이 동행한다. 계급은 중장으로 사실 그녀도 전직 해군 중장이었으며 그 누구보다 더 제트의 고통을 잘 이해해주는데 제트가 타락한 원인이 된 사건의 생존자이기도 하다. 전투력 또한 현 해군본부 중장들도 능가한다고 한다.
초인계 악마의 열매인 뒤로뒤로 열매 능력자로 손에 닿는 것은 무엇이든 12년 전의 상태로 되돌릴 수 있다는데 언뜻보면 쥬얼리 보니 능력의 하위호환 밖에 안되는 것 같아보이지만 이쪽은 단순히 나이만 조절하는 것과는 달리 모든것을 12년 전 상태로 바꿀 수 있다. 즉 생물의 경우에는 12살 어려지고 무생물의 경우에는 12년 전의 상태로 돌아 가는 능력이므로 어떻게 보면 시간 관련 능력으로 분류할 수도 있다.
뒤로뒤로 열매 능력 이외에는 식칼을 연상시키는 단검 2자루를 사용했기에 조로와의 매치업이 성사되었고, 결국 조로에게 패배해 능력에 당했던 나미와 로빈, 쵸파와 브룩도 원래대로 돌아갔다. 제트가 죽을 때 가장 슬퍼하였으며 제트의 무덤 앞에서 '빈즈'와 함께 눈물을 흘렸다.
항상 매우 두꺼운 팬티스타킹을 신고 다니는데 그 이유는 허벅지에 난 상처를 가리기 위해서이다.
빈즈
성우 : 카가와 테루유키 / 한신
원피스 12기 극장판에 등장하는 스페셜 캐릭터이며 네오 해군의 유일한 닌자로 제트를 선생으로 따르고 있다.
닌자가 되기 전에 그냥 평범한 해군이었으며 아인과 마찬가지로 제트의 제자로 제트가 오른 팔을 잃게 된 사건 당시의 생존자. 넝쿨넝쿨 열매의 능력자로 급속도로 식물의 성장을 촉진시켜 그 줄기를 이용하여 상대방의 움직임을 봉쇄한다. 육식 중 체를 사용할 수 있고, 전투력 또한 현 해군본부 중장들도 능가한다고 한다.
극 초반에는 이 능력으로 루피를 제외한 밀짚모자 해적단 멤버들을 전부 이기지만 중반 이후로는 그런 장면이 없다. 넝쿨넝쿨 열매의 능력 이외에도 닌자답게 빠르고 제법 영리한 몸놀림과 체술, 장검, 수리검 등을 활용하여 공격을 한다. 작중에서는 상디와 전투가 이루어지며, 결국 상디에게 패배한다. 제트가 죽은 후에 그의 무덤 앞에서 '아인'과 함께 눈물을 흘렸다.

## 해군 관계자
아탓치(통칭 '불꽃의 아타')
성우 : 마스타니 야스노리
해군 공개수배서에 실리는 사진을 찍는 사진사. 찍을 때 꼭 파이어라고 말함. 상디 사진을 찍을 때, 실수로 사진기 뚜껑을 닫고 찍었다.
Dr.베가펑크
해군 과학반의 리더. 미래국 벌지모아에서 태어난 해군의 천재박사, 그 두뇌로 이룬 과학력은 현생인류의 500년후에나 도달할 위치. 파시피스타의 개발자이나 정작 본인은 자신의 개발품이 어디에 쓰이는지 모른다고 한다.
캉드레
흰 수염의 43척의 산하 해적단 선장 중 앙드레와 형제이고, 계급은 아직 밝혀지지 않았다. 정상결전때 첫등장하여 다른 해적들과 승부를 했다.

## 참고 사항
1. ↑  투니버스에서는 8기를 빼고 그 뒤의 방영판에서는 '붉은 개'라고 풀어 씀. 밑의 잇쇼, 볼사리노, 쿠잔도 같음. 대원방송에서는 일본 이름을 그대로 둠.
2. ↑  그린비트에서 루피와 동맹을 맺은 로를 칠무해에서 제명시킨다.
3. ↑  비브르카드 부스터팩 2탄 12권에서 밝혀짐. 중력을 자유자재로 다루는 능력이다. 지금까지 나온 해군대장들 능력자들 중에 유일하게 초인계 능력자이다.
4. ↑  크로스 길드가 건 현상금.
5. ↑  90권 정발본에선 '로쿠규'라고 표기됨.
6. ↑  본명:알베르
7. ↑  크로스 길드가 건 현상금.
8. ↑  그런데 희한하게도 크레용 신짱이라는 만화에 등장하는 유치원장(다카쿠라 분타)과 생김새가 똑같아서 눈길을 끌었다. 이에 원피스 작가인 오다 에이치로와 크레용 신짱 작가인 우스이 요시토는 서로 상대방의 그림체로 해당인물들을 바꿔그린 적이 있었다.
9. ↑  크로스 길드가 건 현상금.
10. ↑  킨에몬 부인인 오츠루와 동명 이인이다. 94권 sbs에서 밝혀짐.
11. ↑  캐번디시, 후쿨과 겹친다.
12. ↑  CP9의 카쿠와 겹친다.
13. ↑  푸른 꿩(쿠잔)과 겹친다.
14. ↑  비브르카드 스타터팩 Vol.2에서 밝혀짐. 패왕색 패기를 비롯한 모든 패기를 소유자이다.
15. ↑  Kbs판에선 무쇠팔 모건
16. ↑  그러나 이런 무장색을 자유자재로 사용하기 때문에 '패기의 달인'이라고도 불린다. 견문색도 사용할 수 있다는 설이 떠돌고 있다.
17. ↑  원피스 애니메이션 576, 578화
18. ↑  지나치게 잘 따라서 어떤 때는 애완견같이 보이기도 하고, 어떤 때는 어린애처럼 보이기도 한다. 이 때 극장판에서 상디가 '너가 무슨 애냐.'라고 쏘아붙이기도 했다.